# Pangai (Ha'apai)
Pangai es la capital de la división administrativa de Ha'apai, en Tonga, y ciudad más poblada del archipiélago. Se sitúa en la costa sur de la isla de Lifuka. Tiene una población de 1.026 habitantes en 2021.

## La ciudad
El centro del pueblo se encuentra alrededor de la Iglesia Católica (Siasi Katolika) y Holopeka Road junto al puerto. Sólo hay unas pocas tiendas y mercados y un banco.
Hay pocos sitios históricos además de algunas iglesias, algunas casas de estilo colonial y cementerios.

## Transporte
El aeropuerto Pilolevu de la isla (aeropuerto de la isla Lifuka, código IATA "HPA") está situado a unos 5 km al norte de Pangai. 
Hay un muelle de transporte, llamado la terminal de transporte de Pangai.

## Historia
El misionero metodista Shirley Waldemar Baker, quien fue primer ministro de Tonga bajo el gobierno del rey Jorge Tupou I, murió en Pangai el 16 de noviembre de 1903. Su tumba y monumento en el cementerio aún se consideran una atracción turística.